# Joachim Andreas von Schlick
Joachim Andreas von Schlick, Graf von Passaun und Weißkirchen (tschechisch Jáchym Ondřej hrabě Šlik; * 9. September 1569 in Schlackenwerth; † 21. Juni 1621 in Prag hingerichtet), war einer der Führer der protestantischen Stände in Böhmen.

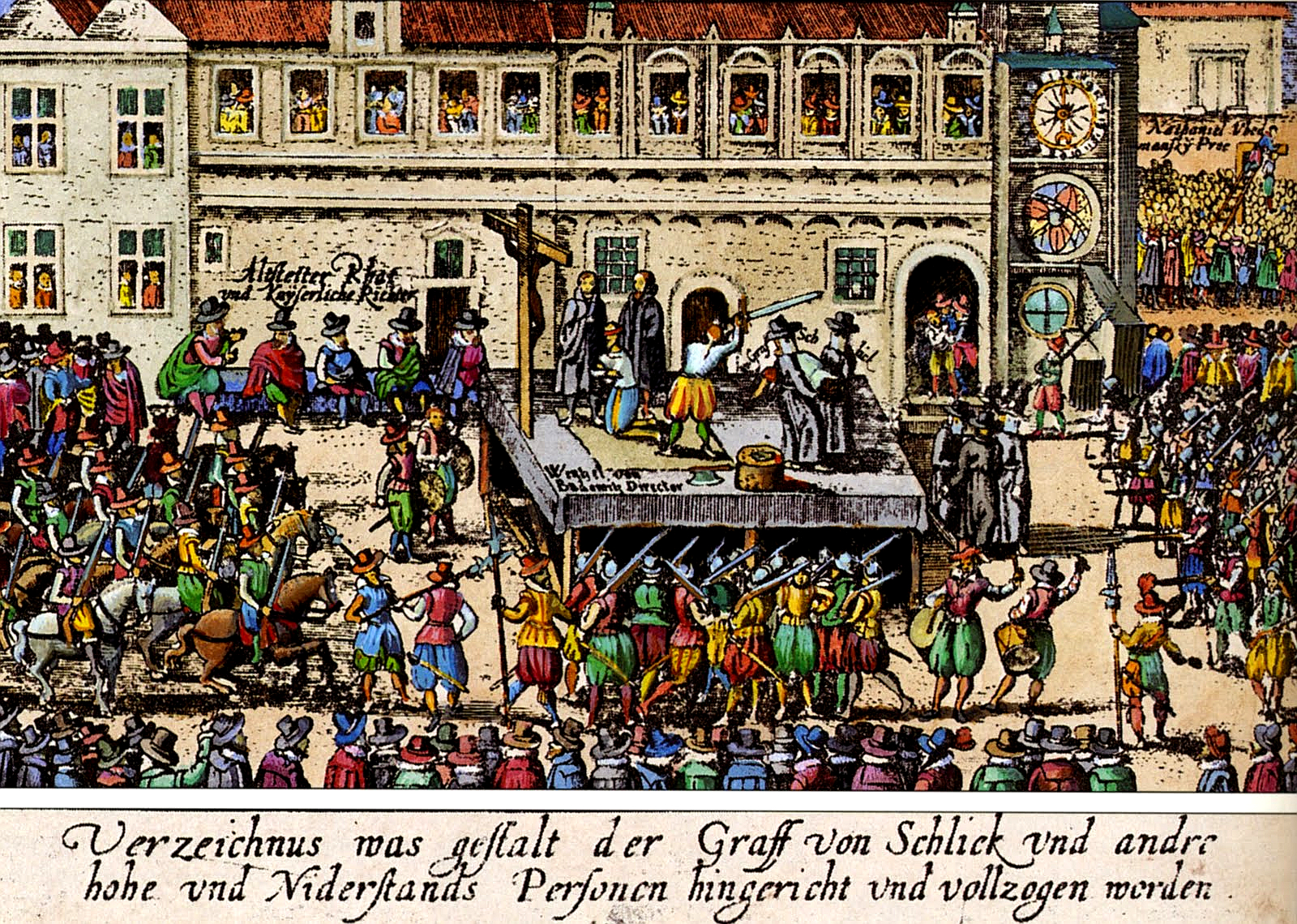
Hinrichtung von Schlick

## Leben
Die Schlick, ursprünglich als Patrizier in der Freien Reichsstadt Eger ansässig und 1422 mit Kaspar Schlick in den Adelsstand erhoben, waren mit dem Bergbau in Sankt Joachimsthal zu Reichtum gekommen. Schlicks Eltern waren Julius Graf von Schlick und Anna Ungnad von Weissenwolff. Joachim Andreas von Schlick studierte in Jena und war Prinzenerzieher am kursächsischen Hof in Dresden.
Schlicks Grundbesitz lag vornehmlich in Westböhmen. Durch seine zweite Heirat mit Anna Katharina Smiřický von Smiřice erlangte er 1614 das nordböhmische Gut Svijany bei Turnov. Sein Sohn Julius († 1623) und seine beiden Töchter stammten aus erster Ehe mit Anna von Liebstein und Kolowrat.
Ab der Jahrhundertwende engagierte er sich intensiver in der Politik seiner Heimat und zwar auf Seiten der Ständeopposition gegen Kaiser Rudolf II. Auf dem böhmischen Landtag trug er 1608 dem Kaiser die von Wenzel von Budovec verfasste Bittschrift vor, mit der die evangelischen Stände für sich Religionsfreiheit forderten. Zur Jahreswende 1608/1609 war er an der Aushandlung des Vertrags von Libeň beteiligt. Im März 1609 trat er wiederum als Sprecher der Stände auf dem Hradschin vor Kaiser Rudolf II. hin, ohne allerdings etwas erreichen zu können. Daraufhin wurde er von der Ständeopposition nach Dresden gesandt, um dort die Unterstützung des sächsischen Kurfürsten Christian II. für die evangelische Sache zu gewinnen. Im Juni wurde er erneut als Sprecher der Stände zum Kaiser geschickt, um den Entwurf für den Majestätsbrief zu übergeben.
Nach dem Erlass des Majestätsbriefs wurde Schlick zu einem der 30 Defensoren der evangelischen Religion in Böhmen gewählt. Energisch bemühte er sich nun um die Errichtung von Kirchen für die Lutheraner. Schlick erreichte, dass ab 1609 in der Prager St. Benediktskirche lutherischer Gottesdienst gehalten werden konnte. Der Bau der Kirche St. Salvator und der zugehörigen Schule geht wesentlich auf seine Initiative zurück. Er hatte den Bauplatz erworben und 1200 Taler dafür gespendet. Die Schule wurde 1611, die Kirche 1614 eröffnet. An St. Salvator wirkte der sächsische Hofprediger Matthias Hoë von Hoënegg bis 1613 als Schulrektor. Dieser den Calvinisten feindlich gesinnte Geistliche wurde zur Zeit des Ständeaufstands ein erbitterter Feind des Grafen Schlick.
Auch gegenüber dem neuen Herrscher Böhmens, Kaiser Matthias, trat er alsbald in Opposition. Schlick gehörte 1614 zu jenen Adligen, die dessen Absetzung ins Auge fassten und den böhmischen Thron Johann Georg von Sachsen anbieten wollten. Trotzdem ließ er sich 1617 vom Kaiser überreden, für dessen Neffen Ferdinand II. als Nachfolger in Böhmen zu stimmen. Seine schwankende Haltung wurde deutlich, als er kurz nach der folgenschweren Entscheidung wiederum auf Seiten der Opposition gegen die Habsburger arbeitete.
Nach dem zweiten Prager Fenstersturz von 1618 war er Führer der provisorischen Regierung in Prag. Er war von den Ständen mit der Abfassung der II. Apologie betraut, die das Vorgehen der böhmischen Rebellen vor der europäischen Öffentlichkeit rechtfertigen sollte. 1619 befürwortete Schlick erneut eine Wahl des sächsischen Kurfürsten Johann Georg zum böhmischen König, konnte sich jedoch nicht durchsetzen und die Wahl fiel auf den späteren „Winterkönig“ Friedrich von der Pfalz. Schlick stand dann aber an der Spitze der ständischen Abordnung, die Friedrich an der Grenze bei Waldsassen als neuen böhmischen König begrüßte. Der neue König ernannte ihn im Sommer 1620 zum Landvogt der Oberlausitz. In diesem Amt konnte Schlick aber kaum Wirksamkeit entfalten, da die Besetzung des Markgraftums bereits im September begann.
Nach der Niederlage der Protestanten in der Schlacht am Weißen Berg versteckte sich Schlick 1621 auf Schloss Friedland, das seinem Vetter Christoph von Redern gehörte. Verraten und von sächsischen Truppen als Gefangener nach Dresden gebracht, lieferte ihn Kurfürst Johann Georg I. auf Begehren Kaiser Ferdinands II. nach Prag aus. Dort machte man Schlick wegen bewaffneten Aufruhrs und Hochverrats den Prozess. Das erste Urteil, wonach ihm erst die rechte Hand (Schwurhand) abgehackt, er danach lebendig gevierteilt und die „Stücke“ auf den Straßen, Kopf und Hand aber am Brückenturm angeheftet werden sollten, milderte man auf Enthauptung und Abhacken der rechten Hand. Er wurde am 21. Juni 1621 auf dem Altstädter Ring, als erster von 27 Anführern des böhmischen Aufstandes, öffentlich enthauptet, seine rechte Hand nagelte man an das Tor des Altstädter Brückenturms der Karlsbrücke. Sein Leichnam fand seine letzte Ruhe in der lutherischen St.-Salvator-Kirche, deren Bau er einst ermöglicht hatte. Kopf und Hand wurden erst nach einem Jahr, auf Bitten der Witwe und auf besonderen Befehl des Kaisers, entfernt und zu den übrigen Gebeinen gelegt.
Er hinterließ 3 Kinder aus 3 Ehen.
Mit dem kursächsischen Oberhofprediger Matthias Hoë von Hoënegg lieferte sich Schlick 1619 eine von den Zeitgenossen vielbeachtete publizistische Auseinandersetzung über das Verhältnis von Calvinisten und Lutheranern.

### Sekundärliteratur
- Constantin von Wurzbach: Schlik, Joachim Andreas. In: Biographisches Lexikon des Kaiserthums Oesterreich. 30. Theil. Kaiserlich-königliche Hof- und Staatsdruckerei, Wien 1875, S. 111 f. (Digitalisat).
- von Györy: Schlick, Joachim Andreas Graf von. In: Allgemeine Deutsche Biographie (ADB). Band 31, Duncker & Humblot, Leipzig 1890, S. 500–504.
- Josef Lukášek: Jáchym Ondřej hrabě Šlik. Praha 1913.
- Hans Sturmberger: Aufstand in Böhmen. Der Beginn des Dreißigjährigen Krieges. München 1959.
- Rudolf Anděl: Joachim Andreas Graf Schlick von Passaun und Weißkirchen, Landvogt der Oberlausitz und seine Rolle in den Jahren 1610–1621. In: Neues Lausitzisches Magazin. Neue Folge, Band 7, 2004, S. 50–66.